# Capitanes de Ciudad de México 2022-2023
Questa voce raccoglie le informazioni riguardanti i Capitanes de Ciudad de México nella stagione NBA G League 2022-2023.

## Draft
| Giro | Scelta | Giocatore    | Ruolo | Nazionalità     | Università/Squadra |
| ---- | ------ | ------------ | ----- | --------------- | ------------------ |
| 2    | 2      | Jassel Perez | G     | Rep. Dominicana | Titanes del Licey  |

## Roster
| \| Pos. \| Num. \| Naz. \| Nome \| Altezza \| Peso \| Data nascita \| Provenienza \| \| ----- \| ---- \| ---- \| ---------------------- \| ------- \| ------ \| ------------ \| --------------------- \| \| AG \| 1 \| \| Bonilla, Gael \| 201 cm \| 93 kg \| 26-02-2003 \| Messico \| \| AP \| 11 \| \| Clark, Gary \| 198 cm \| 102 kg \| 16-11-1994 \| Cincinnati \| \| AG/C \| 35 \| \| Faried, Kenneth \| 203 cm \| 103 kg \| 19-11-1989 \| Morehead State \| \| G \| 13 \| \| Jones, Mason \| 193 cm \| 91 kg \| 21-07-1998 \| Arkansas \| \| AG/C \| 9 \| \| Labissière, Skal \| 208 cm \| 107 kg \| 18-03-1996 \| Kentucky \| \| P \| 4 \| \| Mays, Skylar \| 191 cm \| 93 kg \| 05-09-1997 \| LSU \| \| AP \| 28 \| \| McKinnie, Alfonzo \| 201 cm \| 98 kg \| 17-09-1992 \| Green Bay \| \| P \| 33 \| \| Méndez-Valdez, Orlando \| 183 cm \| 84 kg \| 29-05-1986 \| Western Kentucky \| \| G \| 2 \| \| Mendoza, Rigoberto \| 191 cm \| 82 kg \| 06-07-1992 \| Repubblica Dominicana \| \| AP/AG \| 10 \| \| Minaya, Justin \| 196 cm \| 95 kg \| 26-03-1999 \| Providence \| \| P \| 3 \| \| Pacheco, Caio \| 190 cm \| 86 kg \| 22-02-1999 \| Brasile \| | Allenatore - Ramón Díaz Sánchez Assistente/i - Felipe Becerra - Pedro Carrillo Legenda - (C) Capitano - (FA) Free agent - (S) Sospeso - (C) Capitano - (DP) Scelta non firmata - (FA) Free agent - Infortunato Roster · Ultima transazione: 24 marzo 2023 |                                                     |                        |         |        |              |                       |
| Pos. | Num. | Naz.                                                | Nome                   | Altezza | Peso   | Data nascita | Provenienza           |
| AG | 1 | Messico (bandiera)                                  | Bonilla, Gael          | 201 cm  | 93 kg  | 26-02-2003   | Messico               |
| AP | 11 | Stati Uniti (bandiera)                              | Clark, Gary            | 198 cm  | 102 kg | 16-11-1994   | Cincinnati            |
| AG/C | 35 | Stati Uniti (bandiera)                              | Faried, Kenneth        | 203 cm  | 103 kg | 19-11-1989   | Morehead State        |
| G | 13 | Stati Uniti (bandiera)                              | Jones, Mason           | 193 cm  | 91 kg  | 21-07-1998   | Arkansas              |
| AG/C | 9 | Haiti (bandiera)                                    | Labissière, Skal       | 208 cm  | 107 kg | 18-03-1996   | Kentucky              |
| P | 4 | Stati Uniti (bandiera)                              | Mays, Skylar           | 191 cm  | 93 kg  | 05-09-1997   | LSU                   |
| AP | 28 | Stati Uniti (bandiera)                              | McKinnie, Alfonzo      | 201 cm  | 98 kg  | 17-09-1992   | Green Bay             |
| P | 33 | Stati Uniti (bandiera) · Messico (bandiera)         | Méndez-Valdez, Orlando | 183 cm  | 84 kg  | 29-05-1986   | Western Kentucky      |
| G | 2 | Rep. Dominicana (bandiera)                          | Mendoza, Rigoberto     | 191 cm  | 82 kg  | 06-07-1992   | Repubblica Dominicana |
| AP/AG | 10 | Stati Uniti (bandiera) · Rep. Dominicana (bandiera) | Minaya, Justin         | 196 cm  | 95 kg  | 26-03-1999   | Providence            |
| P | 3 | Brasile (bandiera)                                  | Pacheco, Caio          | 190 cm  | 86 kg  | 22-02-1999   | Brasile               |

## Uniformi
Il fornitore ufficiale del materiale tecnico per la stagione 2022-2023 è Nike.
- Casa

| Association |

- Trasferta

| Icon |

## Classifiche

### Showcase Cup

#### South Division
| Pos | Squadra                        | V  | P  | %    | GB |
| --- | ------------------------------ | -- | -- | ---- | -- |
| 1   | Rio Grande Valley Vipers (HOU) | 13 | 5  | ,722 | —  |
| 2   | Capitanes de Ciudad de México  | 12 | 6  | ,667 | 1  |
| 3   | Memphis Hustle (MEM)           | 11 | 7  | ,611 | 2  |
| 4   | Texas Legends (DAL)            | 9  | 9  | ,500 | 4  |
| 5   | Lakeland Magic (ORL)           | 7  | 11 | ,389 | 6  |
| 6   | Birmingham Squadron (NO)       | 6  | 12 | ,333 | 7  |
| 7   | Austin Spurs (SAS)             | 5  | 13 | ,278 | 8  |

#### League
| Pos | Squadra                        | V  | P  | %    | GB   |
| --- | ------------------------------ | -- | -- | ---- | ---- |
| 1   | Ontario Clippers (LAC)         | 15 | 4  | ,789 | —    |
| 2   | South Bay Lakers (LAL)         | 13 | 5  | ,722 | 1.5  |
| 3   | Rio Grande Valley Vipers (HOU) | 13 | 5  | ,722 | 1.5  |
| 4   | Fort Wayne Mad Ants (IND)      | 12 | 6  | ,667 | 2.5  |
| 5   | Capitanes de Ciudad de México  | 12 | 6  | ,667 | 2.5  |
| 6   | College Park Skyhawks (ATL)    | 12 | 6  | ,667 | 2.5  |
| 7   | Cleveland Charge (CLE)         | 12 | 6  | ,667 | 2.5  |
| 8   | Windy City Bulls (CHI)         | 12 | 7  | ,632 | 3    |
| 9   | Maine Celtics (BOS)            | 11 | 7  | ,611 | 3.5  |
| 10  | Iowa Wolves (MIN)              | 11 | 7  | ,611 | 3.5  |
| 11  | Sioux Falls Skyforce (MIA)     | 11 | 7  | ,611 | 3.5  |
| 12  | Memphis Hustle (MEM)           | 11 | 7  | ,611 | 3.5  |
| 13  | Long Island Nets (BKN)         | 10 | 8  | ,556 | 4.5  |
| 14  | Stockton Kings (SAC)           | 9  | 9  | ,500 | 5.5  |
| 15  | Capital City Go-Go (WAS)       | 9  | 9  | ,500 | 5.5  |
| 16  | Texas Legends (DAL)            | 9  | 9  | ,500 | 5.5  |
| 17  | Delaware Blue Coats (PHI)      | 8  | 10 | ,444 | 6.5  |
| 18  | Oklahoma City Blue (OKC)       | 8  | 10 | ,444 | 6.5  |
| 19  | Santa Cruz Warriors (GSW)      | 8  | 10 | ,444 | 6.5  |
| 20  | Wisconsin Herd (MIL)           | 8  | 10 | ,444 | 6.5  |
| 21  | Lakeland Magic (ORL)           | 7  | 11 | ,389 | 7.5  |
| 22  | Greensboro Swarm (CHA)         | 7  | 11 | ,389 | 7.5  |
| 23  | Raptors 905 (TOR)              | 7  | 11 | ,389 | 7.5  |
| 24  | Salt Lake City Stars (UTA)     | 6  | 12 | ,333 | 8.5  |
| 25  | Westchester Knicks (NYK)       | 6  | 12 | ,333 | 8.5  |
| 26  | Birmingham Squadron (NO)       | 6  | 12 | ,333 | 8.5  |
| 27  | Austin Spurs (SAS)             | 5  | 13 | ,278 | 9.5  |
| 28  | Grand Rapids Gold (DEN)        | 5  | 13 | ,278 | 9.5  |
| 29  | Motor City Cruise (DET)        | 4  | 14 | ,222 | 10.5 |
| 30  | NBA G League Ignite            | 4  | 14 | ,222 | 10.5 |

### Regular Season

#### Western Conference
| Pos | Squadra                            | V  | P  | %    | GB |
| --- | ---------------------------------- | -- | -- | ---- | -- |
| 1   | y – Stockton Kings (SAC)           | 25 | 7  | ,781 | —  |
| 2   | x – Memphis Hustle (MEM)           | 23 | 9  | ,719 | 2  |
| 3   | x – South Bay Lakers (LAL)         | 21 | 11 | ,656 | 4  |
| 4   | x – Salt Lake City Stars (UTA)     | 20 | 12 | ,625 | 5  |
| 5   | x – Sioux Falls Skyforce (MIA)     | 20 | 12 | ,625 | 5  |
| 6   | x – Rio Grande Valley Vipers (HOU) | 18 | 14 | ,563 | 7  |
|     |                                    |    |    |      |    |
| 7   | e – Santa Cruz Warriors (GSW)      | 18 | 14 | ,563 | 7  |
| 8   | e – Capitanes de Ciudad de México  | 18 | 14 | ,563 | 7  |
| 9   | e – Ontario Clippers (LAC)         | 17 | 15 | ,531 | 8  |
| 10  | e – Oklahoma City Blue (OKC)       | 13 | 19 | ,406 | 12 |
| 11  | e – NBA G League Ignite            | 11 | 21 | ,344 | 14 |
| 12  | e – Birmingham Squadron (NO)       | 11 | 21 | ,344 | 14 |
| 13  | e – Iowa Wolves (MIN)              | 9  | 23 | ,281 | 16 |
| 14  | e – Austin Spurs (SAS)             | 8  | 24 | ,250 | 17 |
| 15  | e – Texas Legends (DAL)            | 7  | 25 | ,219 | 18 |

## Risultati

### Showcase Cup
|  | Denota le partite vinte |
|  | Denota le partite perse |

### Regular Season
|  | Denota le partite vinte |
|  | Denota le partite perse |